# The Spy
«The Spy» es una canción de la banda estadounidense The Doors escrita en su totalidad por el músico y cantante Jim Morrison. Originalmente llamada «The Spy in the House of Love» a partir del título de una novela de Anaïs Nin, la canción fue producida por Paul A. Rothchild bajo el sello común de The Doors, Elektra Records, para ser incluida en su quinto álbum de estudio Morrison Hotel, que fue su grabación más costosa hasta la fecha. Fue incorporada como la segunda canción del lado B del disco, y la octava de todo el LP, con una duración de cuatro minutos.
El tema fue agregado al álbum recopilatorio del año 2000 The Best of the Doors.

## Composición
La canción inicia musicalmente como un Fusion lento, con un riff de guitarra solitario por Robby Krieger, que tiene intermedios por Ray Manzarek en el piano, al que se le unen la batería de John Densmore y el bajo eléctrico, tocado por Ray Neapolitan. Pronto la pista tiene ciertos intermedios más fuertes, con una guitarra y teclados más prominentes, dándole al fusion lento un aire más psicodélico.
El título inicial de la canción se basaba en la novela Una espía en la casa del amor de 1954 de Anaïs Nin y la letra (al igual que en otro tema del disco, "Queen of the Highway") trata sobre la conflictiva relación entre Morrison y su novia, Pamela Courson. El cantante asume el papel de "el espía" que conoce todos los miedos (i know your deepest secret fear), secretos (i know your deepest secret) y actividades que hace su propia novia (I can see you, what you do, and i know), causadas por la desconfianza.